# Heimat
Heimat – Eine deutsche Chronik, är en tysk filmserie av Edgar Reitz.
Heimat (Hembygd) handlar om den fiktiva byn Schabbach och historien startar år 1919. Heimat dramatiserar Tysklands 1900-talshistoria genom att följa olika personers liv genom olika tidsepoker. Serien har gjorts i tre delar: Heimat, Zweite Heimat och Heimat 3. I december 2005 visade SVT Heimat 3.

## Heimat
Den första delen av Heimat spelades in 1981–1982 och består av 11 avsnitt. Premiärvisningen skedde år 1984. I Heimat är Maria Simon huvudperson och berättelsen börjar år 1919.

## Zweite Heimat
Die Zweite Heimat – Chronik einer Jugend kom 1992 och består av 13 avsnitt. I centrum för berättelsen står Maria Simons son Hermann Simon som tar studenten 1960 och sedan studerar musik i München. Under handlingens gång får vi möta många i Hermanns bekantskapskrets under studietiden och följa hans utveckling till att bli vuxen och konstnär vid Musikhögskolan i München. Nikos Mamangakis står bakom musiken även i denna serie.

## Heimat 3
Heimat 3 – Chronik einer Zeitenwende hade premiär 2004, består av sex avsnitt och tar sitt avstamp i murens fall 1989, då Hermann Simon träffar sin gamla kärlek Clarissa Lichtblau och de återförenas samtidigt som Tyskland återförenas. De bestämmer sig för att återvända till Schabbach där Hermann växte upp. Där hittar de ett gammalt hus som de bestämmer sig för att totalrenovera med hjälp av några östtyskar som Clarissa träffat i Leipzig.
Heimat 3 återspeglar det återförenade Tyskland fram till millennieskiftet.
- Del 1: Das glücklichste Volk der Welt
- Del 2: Die Weltmeister
- Del 3: Die Russen kommen
- Del 4: Allen geht's gut
- Del 5: Die Erben
- Del 6: Abschied von Schabbach

## Det andra Heimat
År 2013 utkom Det andra Heimat, en långfilm av Reitz som utspelar sig i Schabbach på 1840-talet.

## Populärkulturella referenser
År 2005 släppte den svenska rockgruppen Kent en EP (The hjärta & smärta EP) där ett av spåren hade titeln Ansgar & Evelyne, en referens till ett kärlekspar i Zweite Heimat.